# الجيش اليوناني
الجيش اليوناني (باليونانية: Ελληνικός Στρατός)‏ هو القوة البرية للقوات المسلحة اليونانية، وهو يتألف من 90,000 فرد في زمن السلم، ويرجع تاريخ تأسيسه للعام 1828.

## المهام
المهمة الرئيسية للجيش اليوناني هو الدفاع عن استقلال الدولة وسلامتها، وحماية التراب الوطني، فضلا عن مساهمة حاسمة في تحقيق أهداف السياسة العامة للبلاد.
- خلال زمن السلم، والجيش على تحقيق الأهداف الرئيسية التالية:-
- الحفاظ على الجاهزية التشغيلية العالية للوقاية والمواجهة الفعالة للمخاطر والتهديدات، فضلا عن ضمان القدرة على الاستجابة السريعة.
- المساهمة في توطيد الأمن والسلم الدوليين.
- المساهمة في أنشطة المساعدات الاجتماعية ودعم الخدمات التي تقدمها الدولة لمواجهة حالات الطوارئ.

## التاريخ
تم تشكيل الجيش اليوناني الحديث بعد وقت قصير من قيام تأسيس الدولة اليونانية الحديثة في عام 1828. حيث تم تشكيل ثمانية أفواج في فبراير 1828 لتحل محل المليشيات غير النظامية والتي كانت قد حاربت خلال حرب الاستقلال اليونانية ضد الحكم العثماني عام 1821.
وقد شارك الجيش اليوناني في الحروب التالية:
- حرب الاستقلال اليونانية (1821-1830)
- الحرب العثمانية اليونانية (1897)
- حرب البلقان الأولى (1912-1913)
- حرب البلقان الثانية (1913)
- الحرب العالمية الأولى (1916-1918)
- الحرب التركية اليونانية في 1919-1922
- الحرب العالمية الثانية
- الحرب اليونانية الإيطالية (1940-1941)
- الألمانية غزو ومعركة كريت (1941)
- حملة شمال أفريقيا (1941-1943)
- الحملة الإيطالية (1944)
- الحرب الأهلية اليونانية (1946-1949)
- الحرب الكورية (1950-1953)
- الغزو التركي لقبرص (1974)
- كوسوفو (1999 إلى الوقت الحاضر)
- الحرب في أفغانستان (2001 إلى الوقت الحاضر)
- الحرب على الإرهاب (2001 إلى الوقت الحاضر)

...

## هيكل

### الأركان العامة
الهيلينية الدفاع الوطني الأركان العامة
الهيلينية الأركان العامة في الجيش
Γενικό Επιτελείο Στρατού (ΓΕΣ)
رئيس هيئة الأركان في الجيش
Αρχηγός ΓΕΣ
المفتش العام للجيش
Γενικός Επιθεωρητής Στρατού / Διοικητής ΔΙΔΟΕΕ
1 نائب رئيس هيئة الأركان في الجيش
وقال 'Υπαρχηγός ΓΕΣ
2 نائب رئيس هيئة الأركان في الجيش
Β 'Υπαρχηγός ΓΕΣ

### مكافحة الدعم والأسلحة
تسمى معظم الأسلحة القتالية «الذراع» (Όπλον). هذا المصطلح يدل على أن عناصر الجيش، أكثر أو أقل، والمشاركة المباشرة في القتال.
ويطلق على معظم فروع دعم «كور» (Σώμα)، مع بعض الاستثناءات.

## وحدات وتشكيلات الجيش
بعد عملية إعادة التنظيم الكبيرة التي حدثت في العقد الماضي، والتي تضمنت تحويل معظم تشكيلات كتائب المشاة الميكانيكية في وانخفاض مواز للموظفين، الأمر العالي الهيلينية الجيش هو هيئة الأركان العامة للجيش اليوناني.
هناك أربعة أوامر العسكرية الكبرى التي اشراف على جميع وحدات الجيش،
- The , responsible for the defense of the northern and eastern borders.
- The , which groups all the rapid reaction forces of the army
- The .
- The undertaking various logistics and organizational tasks.

على الرغم من الانقسامات لا تزال موجودة، وكان دور الأوامر إلى الأمام، وينظم بشكل رئيسي في ألوية الجيش، التي تتبع المعايير النموذجية حلف شمال الأطلسي التي تتألف من خمس كتائب، وثلاثة المناورة، واحدة مدفعية واحدة ودعم بعض تشكيلات شركة أخرى الحجم. وفقا لأحدث التطورات، حتى عام 2015، وسوف يحل جميع الشعب النشطة، ولكن جميع الألوية واكتساب مزيد من المناورة كتيبة واحدة، والقضاء إلى حد كبير التمييز بين التشكيلات المدرعة والآلية، وبالتالي خلق نوع جديد لواء، والتي سيتم تسمية لواء سترايك. [5]

## أفراد
هناك ثلاث فئات من العاملين في الجيش اليوناني، أي المهنية، والمتطوعين والمجندين. مجند المجندين وضباط صف خاص ارتداء شارة رتبة لتمييزها عن المتطوعين. يوجد حاليا 90000 الموظفين في الخدمة الفعلية. قوة التعبئة هو 250,000 أكثر من ذلك.
معظم الموظفين الفنيين الخريجين من الأكاديمية العسكرية في أثينا Evelpidon (Στρατιωτική Σχολή Ευελπίδων) وضباط فيلق الأكاديمية العسكرية في سالونيك (Στρατιωτική Σχολή Αξιωματικών Σωμάτων)، في حين أن الباقي من خريجي المدارس العسكرية المختلفة وفقا لتخصصاتهم.
في سلسلة من الأوامر، وتعتبر من خريجي الأكاديميات عسكريتين في اثينا وسالونيك أعلى في مقابل الأقدمية المهنية لضباط من رتبة نفس الذين يتخرجون من المدارس العسكرية المتخصصة. ويتبع المكتب الأخير في الأقدمية من قبل المتطوعين والموظفين مجند في نهاية المطاف.
أثناء الحرب، هي قيادة الجيش اليوناني كتائب إما عامة كبرى أو الضابط. إذا كان في مهمة قتالية من قبل دولة أخرى، بالاتفاق مع الدولة اليونانية سوف يقودها الترتيب العام من تلقاء نفسها

## معدات
المعدات الثقيلة والاسلحة من الجيش اليوناني في معظمه من صنع أجنبي، من الفرنسية والألمانية، الموردون، الأمريكية والبريطانية والروسية. والاستثناء الملحوظ هو أصلي الصنع ليونيداس ناقلة جنود مدرعة من قبل الشركة المصنعة الهيلينية صناعة السيارات (ELBO).
معدات تدير سلسلة من دولة من الفن إلى الزائل مخزونات الحرب الباردة، ويتم بشكل تدريجي وهذا الأخير هو المتقاعدين.

## الزي الرسمي والرتب
هيكل صفوف الجيش اليوناني له جذوره في التقاليد العسكرية البريطانية وحلف شمال الأطلسي يلي جدول ترتيب القياسية. رتبة Stratarchis (Στρατάρχης ، أي ما يعادل المشير أو العام للجيش) رغم ذلك، فقد استخدمت تاريخيا، ولكنها لم تعد موجودة. وقد منحت لأول مرة إلى الملك قسطنطين الأول لقيادته في حروب البلقان. وكان من المفترض بعد ذلك في المرتبة التي ورثته عند الانضمام، وحتى إلغاء النظام الملكي. وكان الضابط الوحيد العادية قد حصل على رتبة جنرال الكسندر Papagos في 28 تشرين الأول 1949.

## معرض الصور

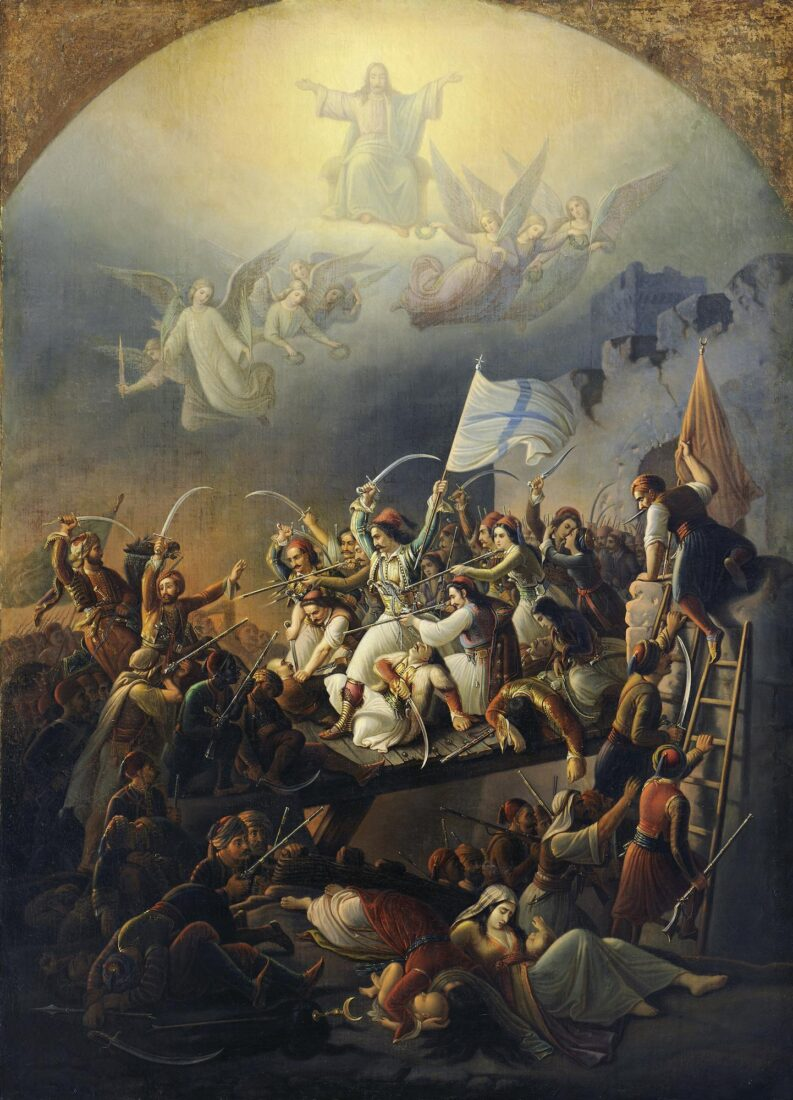
لوحة إغارة ميسولونغي خلال حرب الاستقلال اليونانية. لوحة زيتية بريشة ثيودوروس فريزاكيس.
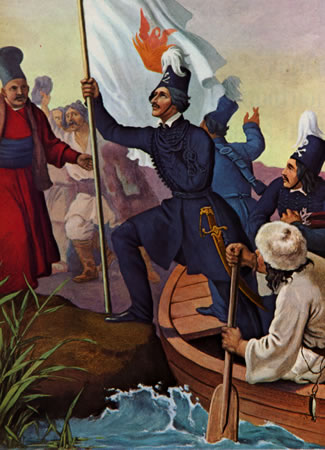
لوحة "ألكسندر يبسيلانتس يعبر البروت" خلال حرب الاستقلال اليونانية. لوحة بريشة بيتر فون هس.
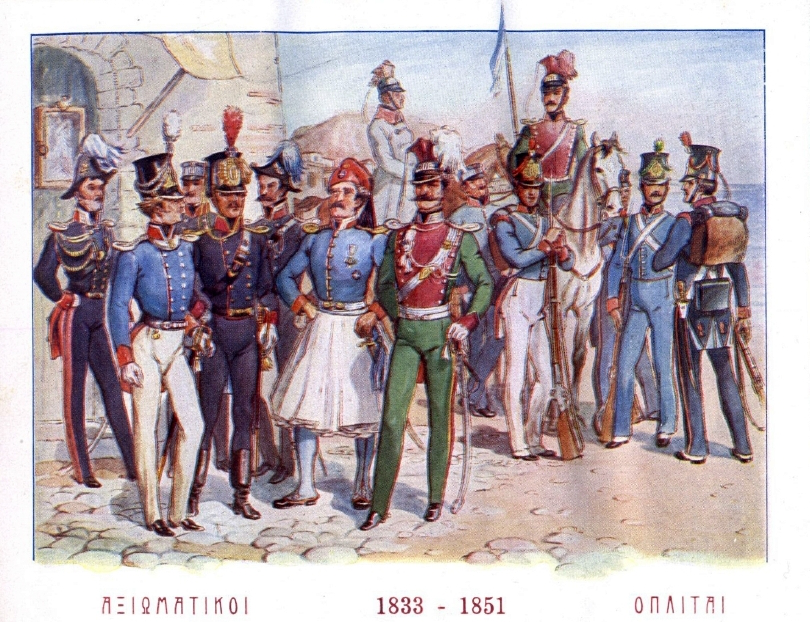
اللباس الموحد للجيش اليوناني خلال الفترة الأولى من عهد الملك أوتو (1832-1862).
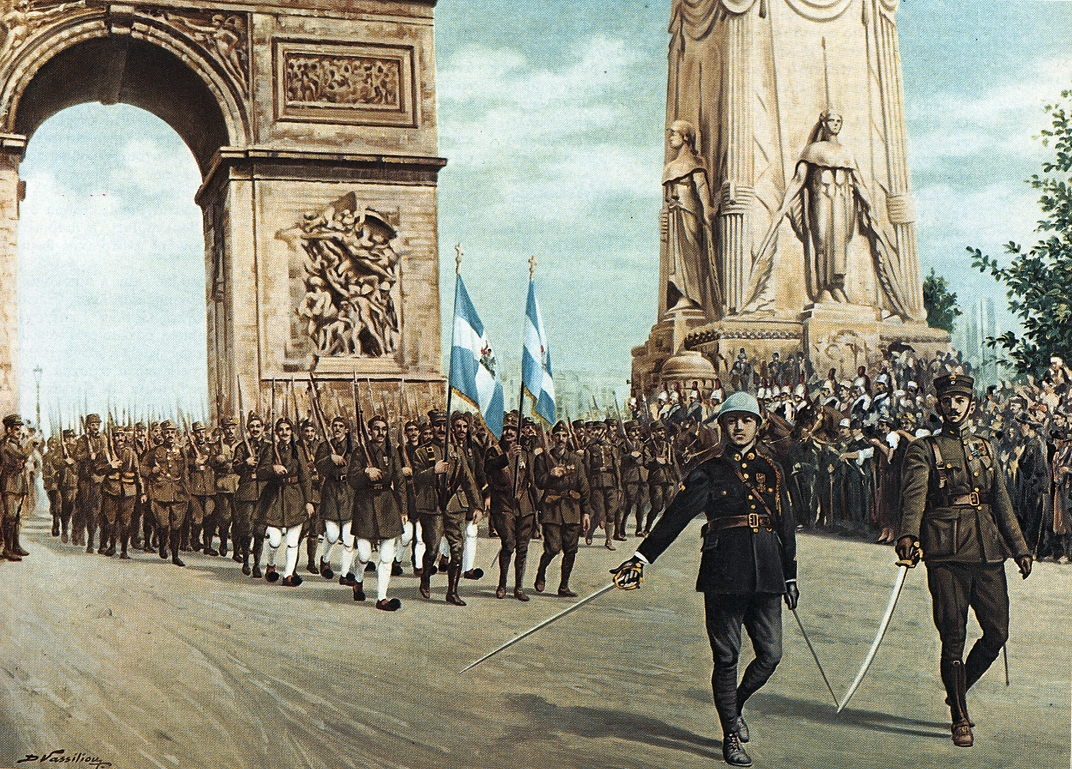
Units on the الحرب العالمية الأولى Victory parade in Paris (1919).
Loading the M40 recoilless rifle, Greek infantry.
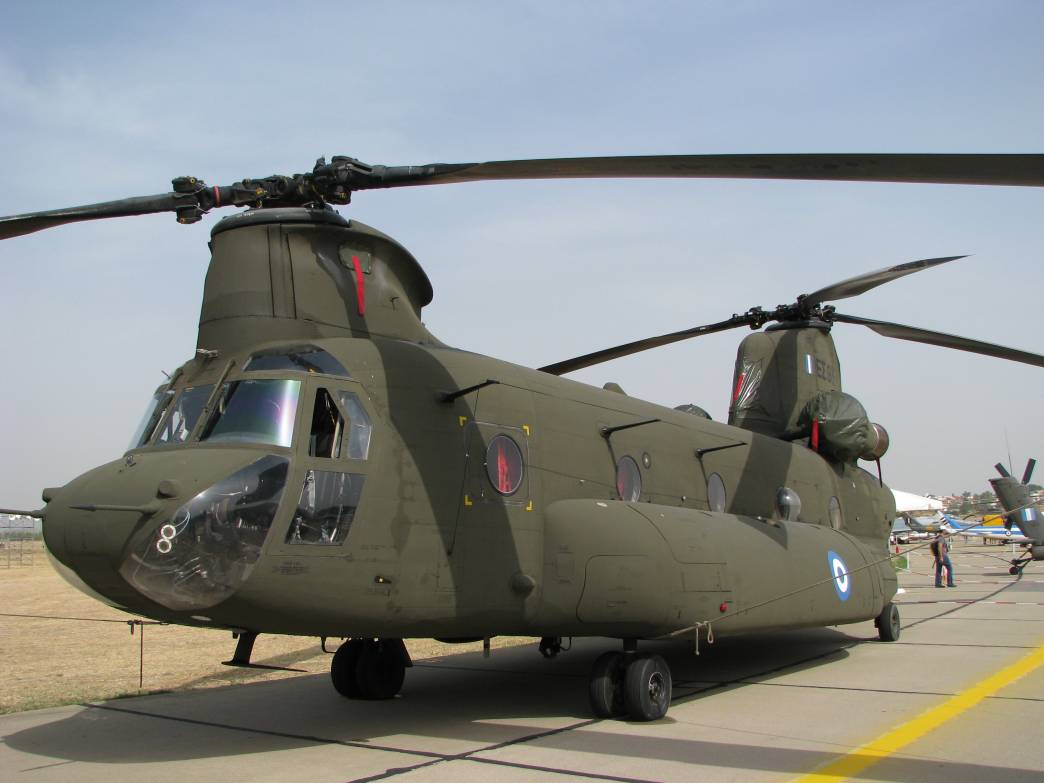
Greek Army Aviation بوينغ سي إتش-47 شينوك transport helicopter.
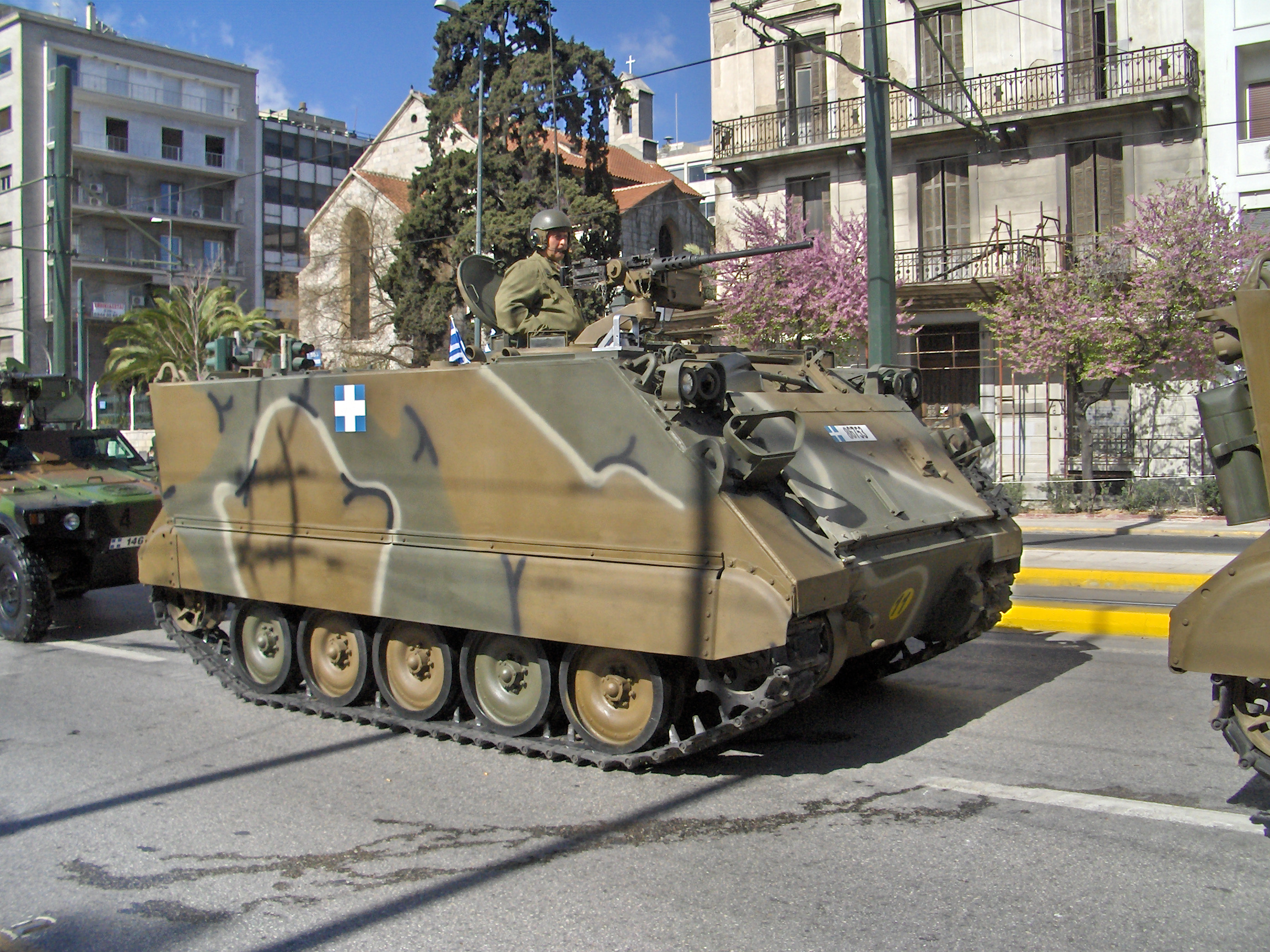
M113 armored personnel carrier.
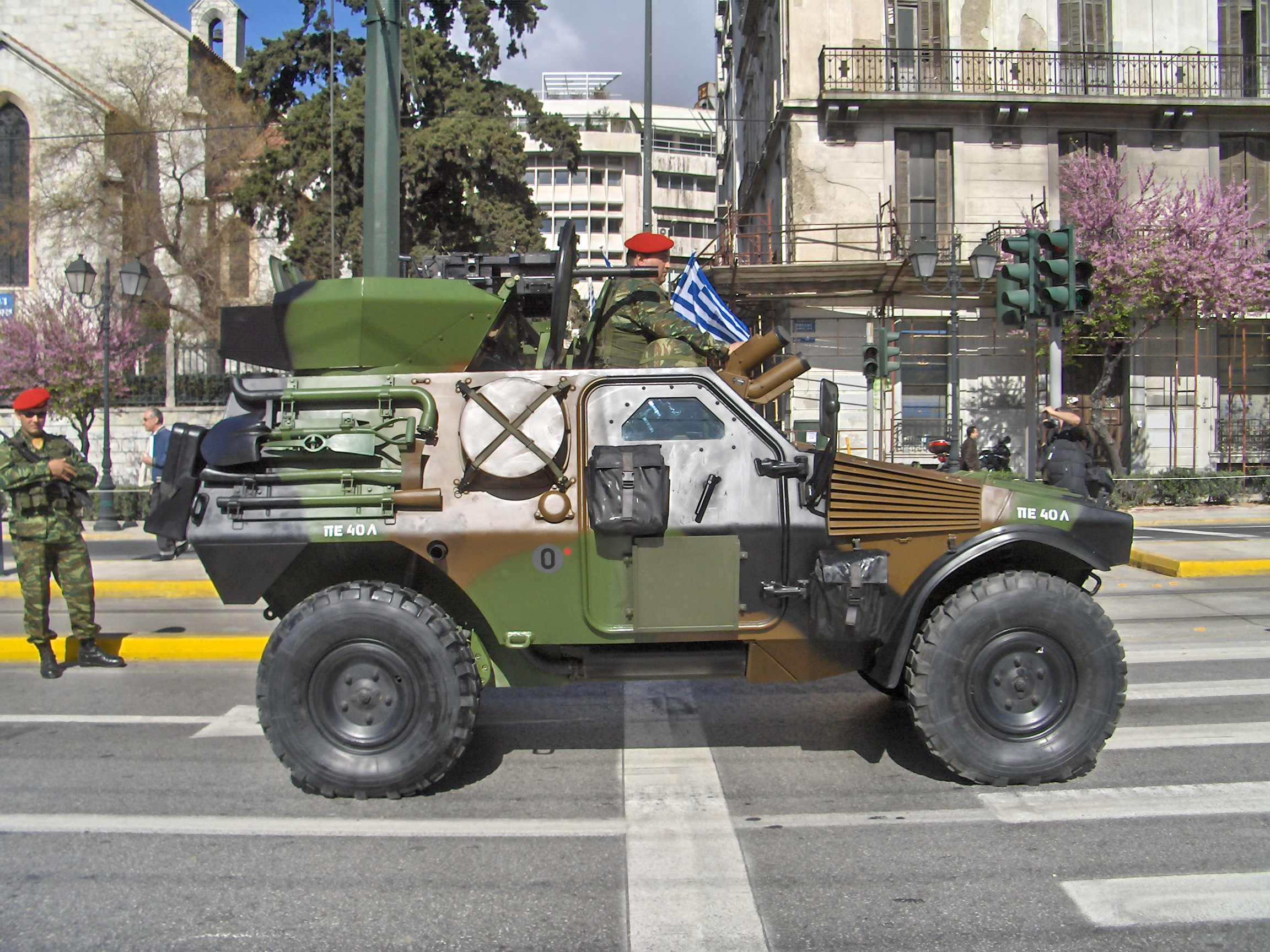
Panhard VBL.
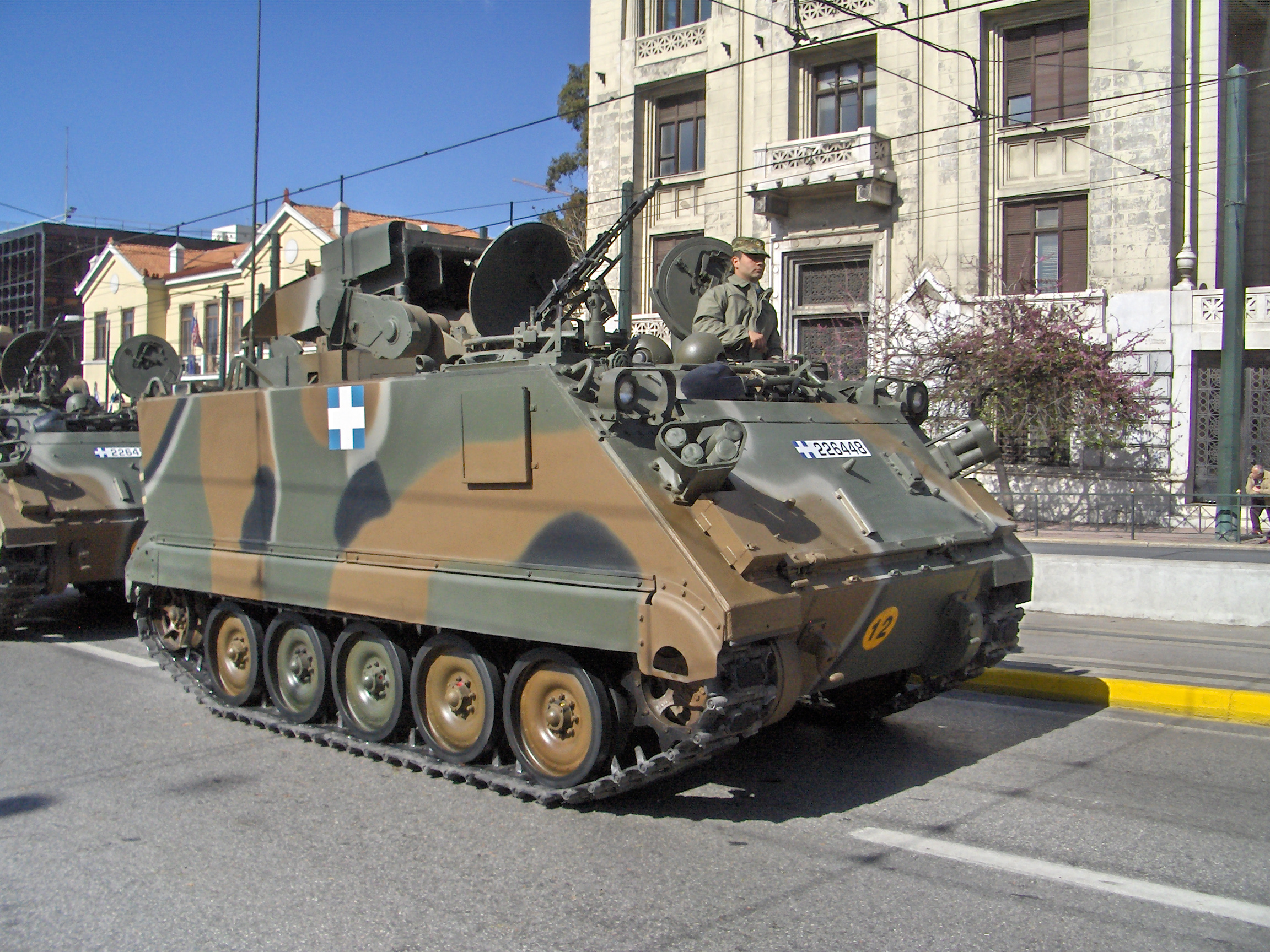
M901 ITV (Improved Tow Vehicle).
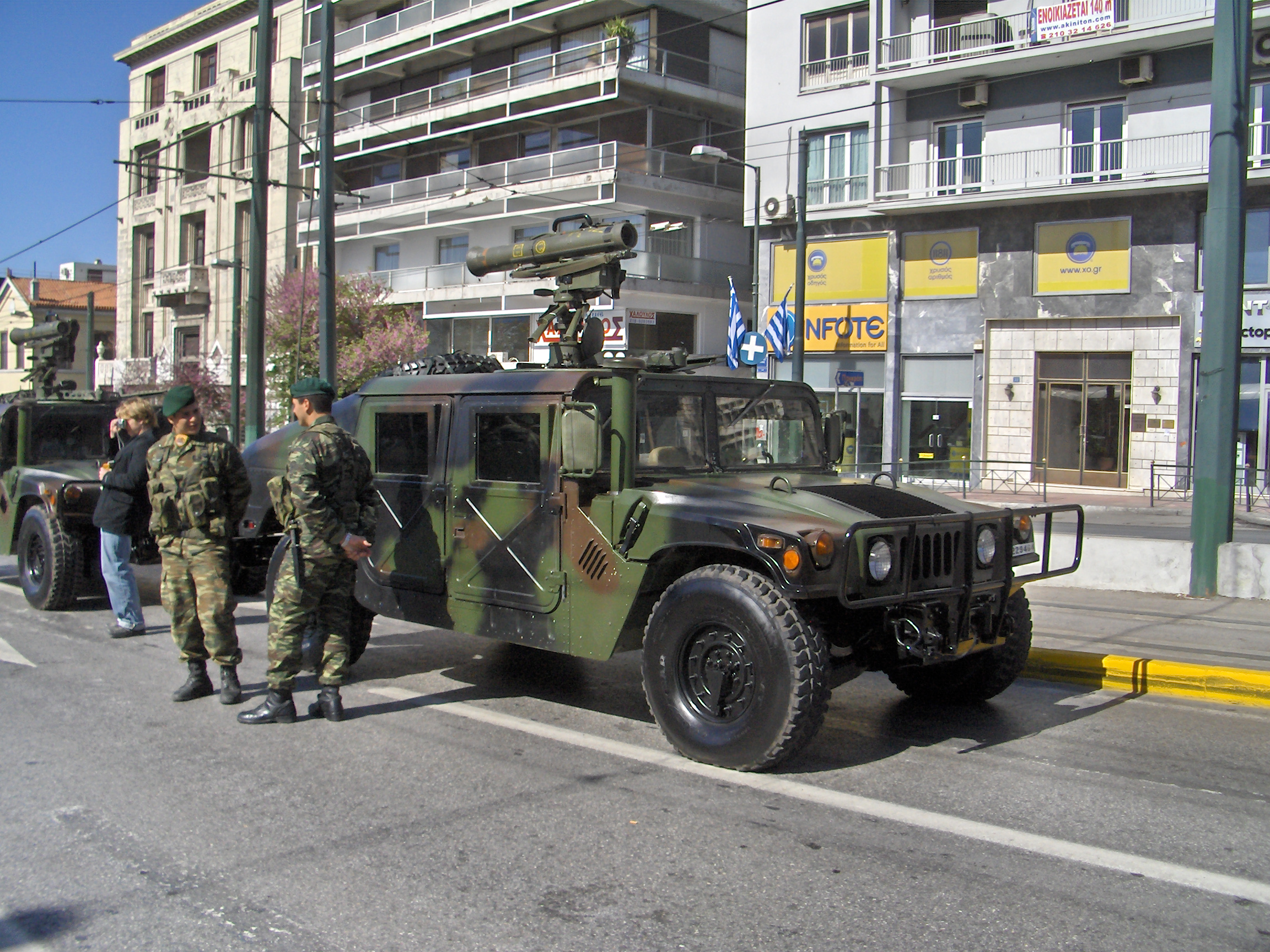
Humvee (HMMWV).
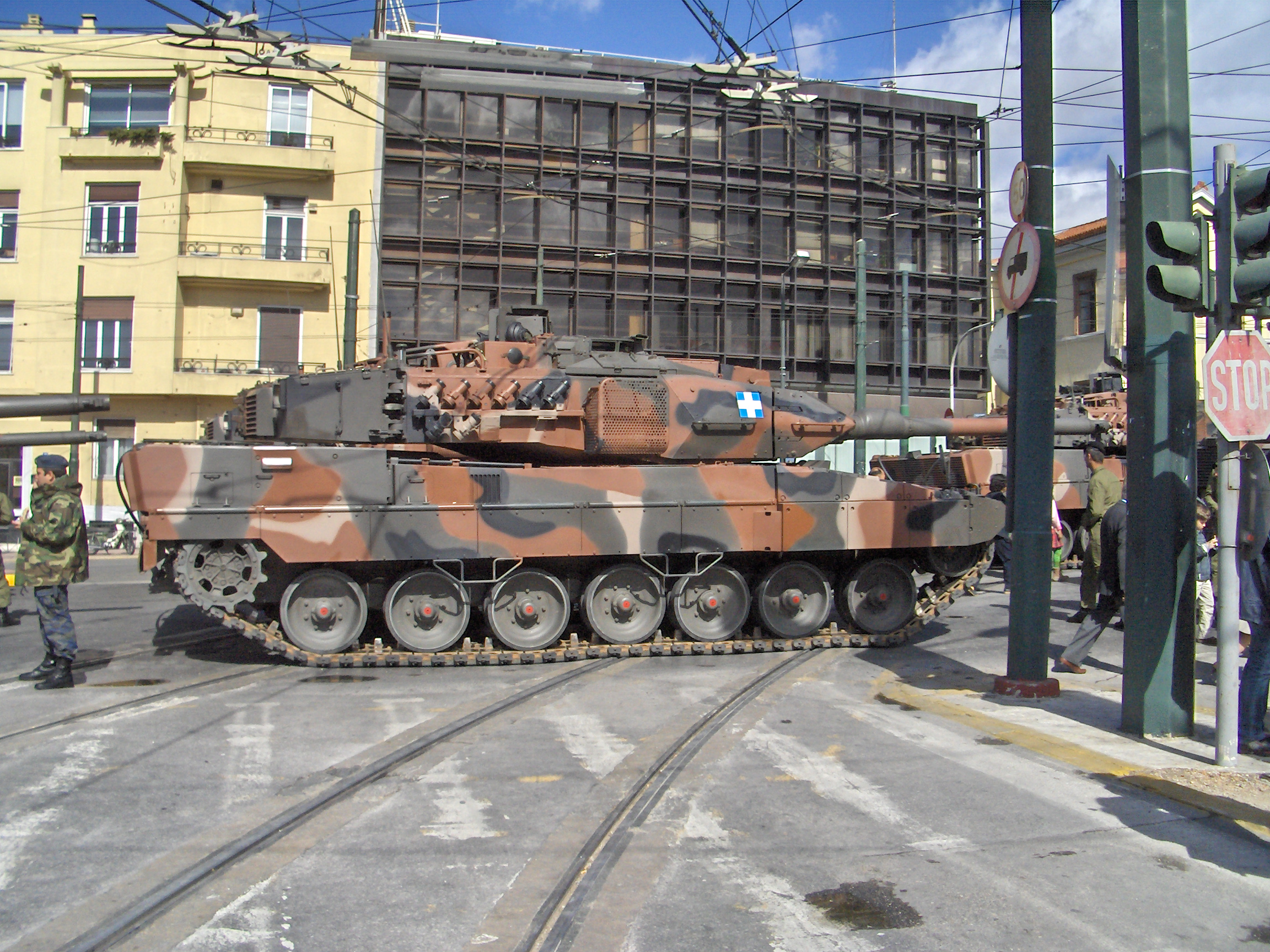
Leopard 2A6 HEL.

### الاستشهادات سطري
1. ↑  "معلومات عن الجيش اليوناني على موقع babelnet.org". babelnet.org. مؤرشف من الأصل في 2019-12-11.